# Sam Pillsbury
Sam Pillsbury (Waterbury (Connecticut)) és un director de cinema i productor estatunidenc.

## Biografia
Sam Pillsbury va créixer a Massachusetts i amb 14 anys va emigrar a Nova Zelanda. Amb 23, va començar a treballar al governamental National Unit Film, unint-se a un grup de directors emergents que investigaven estils i temes nous.
Pillsbury va dirigir set pel·lícules a la National Unit Film, incloent un estudi multifacètic de l'artista Ralph Hotere, i una visió satírica de relacions de feina (homes i superhomes). També forma part de l'equip que dirigeix la crònica dels Jocs de la Commonwealth 74.
Pillsbury també va treballar en quatre documentals pel programa de televisió Seven Days, que miren diversament la vida d'una mare sola, un ex-condemnat, pacients d'un hospital, i un jove Maori a la ciutat.
Aquells dies Pillsbury inicia una segona feina com a enòleg. El 2000 ell i un soci empresarial van plantar una vinya a Cochise Comtat, Arizona, i el 2006 el va vendre a un grup encapçalat pel cantant del grup del rock Tool. Pillsbury Wine Company va ser llançada després, amb la seva vinya nova i sala de cates a Willcox, Arizona, i una sala de cata de vins a Old Town Cottonwood, Arizona.
Després de documentals per televisió, el 1978 fa Against the Lights, un drama curt basat en un conte Witi Ihimaera. El documental de Pillsbury The Greatest Run on Earth va guanyar premis als festivals de Chicago i Torí.
Pillsbury debuta en la direcció el 1982 amb L'Espantaocells, basat en la novel·la gòtica de Ronald Hugh Morrieson. Presentat a través dels ulls de dos nois adolescents, la pel·lícula és la crònica de l'arribada als anys 50 a la ciutat d'un desconegut misteriós (interpretat per John Carradine). El 1982 L'Espantaocells va ser invitada al Festival Internacional de Cinema de Canes, en la secció Quinzena del Director no competitiu.
Pillsbury després va treballar intensament en una adaptació cinematogràfica de la novel·la de ciència-ficció The Quiet Earth, abans d'entregar el projecte al director Geoff Murphy. En comptes d'això Pillsbury helmed el conte dels emigrants del helmed 1880s  Heart of the High Country per la televisió (basat en una novel·la d'Elizabeth Gowans); després va seguir el road movie Starlight Hotel, de la saga Smash Palace protagonitzat per Greer Robson.
Des de Starlight Hotel, Pillsbury va dirigir sobretot telefilms estatunidencs. Va retornar al cinema de Nova Zelanda el 2000 amb Crooked Earth, un conte d'un enfrontament entre dos Maoris: un militant traficant de drogues, i un antic militar, Temuera Morrison.
Altres treballs de Pillsbury són: Allibereu Willy 3: El rescat, el road movie Endless Bummer i Where the Red Fern Grows.
La dona de Pillsbury és filla de l'escultor Geny Dignac

## Filmografia

### Cinema
Director
- 1982: L'espantaocells (The Scarecrow)
- 1985: Únic supervivent, de Geoff Murphy
- 1991: Into the Badlands
- 1991: Zandalee
- 1997: Allibereu Willy 3: El rescat
- 1998: Embarassada als quinze anys
- 2003: Audrey's Rain
- 2003: Crooked Earth
- 2003: The King and Queen of Moonlight Bay
- 2009: Endless Bummer

### Televisió (telefilms)
- 1996: El preu del silenci
- 1996: Pànic sobre el gran vuit
- 2001: The Wedding Dress
- 2004: Una família per a la vida